# Animafest Zagreb
Le Festival international du film d'animation de Zagreb (Svjetski festival animiranog filma Animafest Zagreb) ou Animafest Zagreb est un festival de films d'animation créé en 1972 et se déroulant à Zagreb, capitale de la Croatie.

## Palmarès du Grand prix

### Films courts
| Année | Titre français                      | Réalisateur                        | pays                            |
| ----- | ----------------------------------- | ---------------------------------- | ------------------------------- |
| 1972  | La Bataille de Kerjenets            | Ivan Ivanov-Vano et Iouri Norstein | Union soviétique                |
| 1974  | The Diary                           | Nedeljko Dragić                    | Yougoslavie                     |
| 1976  | Pas de festival cette année-là.     | Pas de festival cette année-là.    | Pas de festival cette année-là. |
| 1978  | Satiemania                          | Zdenko Gašparović                  | Yougoslavie                     |
| 1980  | Le Conte des contes                 | Iouri Norstein                     | Union soviétique                |
| 1982  | Grand prix non décerné.             | Grand prix non décerné.            | Grand prix non décerné.         |
| 1984  | Le Saut                             | Osamu Tezuka                       | Japon                           |
| 1986  | Grand prix non décerné.             | Grand prix non décerné.            | Grand prix non décerné.         |
| 1988  | Breakfast on the Grass              | Priit Pärn                         | Union soviétique                |
| 1990  | The Brooch Pin And The Sinful Clasp | JoWonder                           | Royaume-Uni                     |
| 1992  | Franz Kafka                         | Piotr Dumała                       | Pologne                         |
| 1994  | Un mauvais pantalon                 | Nick Park                          | Royaume-Uni                     |
| 1996  | 1895                                | Priit Pärn et Janno Põldma         | Estonie                         |
| 1998  | Rusalka                             | Aleksandr Petrov                   | Russie                          |
| 2000  | When the Day Breaks                 | Wendy Tilby et Amanda Forbis       | Canada                          |
| 2002  | Père et Fille                       | Michaël Dudok De Wit               | Pays-Bas                        |
| 2004  | Le Mont Chef                        | Kōji Yamamura                      | Japon                           |
| 2006  | Dreams and Desires - Family Ties    | Joanna Quinn                       | Royaume-Uni                     |
| 2008  | The Pearce Sisters                  | Luis Cook                          | Royaume-Uni                     |
| 2010  | Divers in the Rain                  | Olga Pärn et Priit Pärn            | Estonie                         |
| 2012  | Oh Willy...                         | Emma De Swaef et Marc James Roels  | Belgique                        |
| 2014  | Love Games                          | Yumi Joung                         | Corée du Sud                    |
| 2015  | We Can't Live Without Cosmos        | Konstantin Bronzit                 | Russie                          |
| 2016  | Endgame                             | Phil Mulloy                        | Royaume-Uni                     |
| 2017  | Nighthawk                           | Špela Čadež                        | Croatie                         |
| 2018  | La Chute                            | Boris Labbé                        | France                          |
| 2019  | Acid Rain                           | Tomek Popakul                      | Pologne                         |

### Longs métrages
| Année | Titre français          | Réalisateur                                                              | pays                         |
| ----- | ----------------------- | ------------------------------------------------------------------------ | ---------------------------- |
| 2005  | Terkel in Trouble       | Kresten Vestbjerg Andersen, Thorbjørn Christoffersen et Stefan Fjeldmark | Danemark                     |
| 2007  | Azur et Asmar           | Michel Ocelot                                                            | France                       |
| 2009  | Valse avec Bachir       | Ari Folman                                                               | Israël                       |
| 2011  | My Dog Tulip (en)       | Paul Fierlinger et Sandra Fierlinger                                     | États-Unis                   |
| 2013  | Couleur de peau : miel  | Laurent Boileau et Jung                                                  | Belgique / France            |
| 2015  | Le Garçon et le Monde   | Alê Abreu                                                                | Brésil                       |
| 2016  | La Montagne magique     | Anca Damian                                                              | États-Unis                   |
| 2017  | La Tortue rouge         | Michael Dudok De Wit                                                     | Belgique / France / Japon    |
| 2018  | This Magnificent Cake!  | Emma De Swaef et Marc James Roels                                        | Belgique / France / Pays-Bas |
| 2019  | Ruben Brandt, Collector | Milorad Krstić                                                           | Hongrie                      |

## Prix honorifique pour l'ensemble d'une carrière
| Année | Réalisateur              | Pays               |
| ----- | ------------------------ | ------------------ |
| 1986  | Norman McLaren           | Canada             |
| 1988  | Chuck Jones              | États-Unis         |
| 1990  | John Halas               | Royaume-Uni        |
| 1992  | Bob Godfrey              | Royaume-Uni        |
| 1994  | Dušan Vukotić            | Croatie            |
| 1996  | Caroline Leaf            | Canada             |
| 1998  | Bruno Bozzetto           | Italie             |
| 2000  | Jan Švankmajer           | République tchèque |
| 2002  | Paul Driessen            | Pays-Bas/ Canada   |
| 2004  | Hayao Miyazaki           | Japon              |
| 2006  | Fiodor Khitrouk          | Russie             |
| 2008  | Priit Pärn               | Estonie            |
| 2010  | Frederic Back            | Canada             |
| 2012  | Yōji Kuri                | Japon              |
| 2014  | Iouri Norstein           | Russie             |
| 2015  | Michel Ocelot            | France             |
| 2016  | Raoul Servais            | Belgique           |
| 2017  | Borivoj Dovniković-Bordo | Croatie            |
| 2018  | Paul Fierlinger          | République tchèque |
| 2019  | Suzan Pitt               | États-Unis         |